# Домжерицы
Домжерицы (бел. До́мжарыцы) — деревня в Лепельском районе Витебской области Белоруссии. Административный центр Домжерицкого сельсовета.
На 2022 год в Домжерицах проживало 380 человек.
Деревня является центром Березинского биосферного заповедника.

## География
Домжерицы расположены в 3 км от автодороги Витебск-Минск.

## Население
На 2022 год в Домжерицах проживало 380 человек.

## Культура
- Дом культуры

## События и мероприятия
- 19 и 20 августа 2023 года — фестиваль славянской мифологии «Шлях Цмока»[5][6]

## Достопримечательности
- Березинский биосферный заповедник и входящие в него:
  - Дом экологического просвещения
  - Музей природы
  - Музей мифологии и мифологическая тропа
  - Музей мёда
  - Лесной зоопарк[7]
- Аллея памяти и мемориальная доска в честь Глазко Александра Николаевича, инспектора отдела охраны животного мира, водоёмов и охотничьего хозяйства Березинского биосферного заповедника, погибшего при исполнении служебных обязанностей. Расположена на территории Лесного зоопарка, недалеко от Домжериц.

## Туризм
Через Домжерицы проходят маршруты:
- «По лесной заповедной тропе» (экотропа по территории Домжерицкого лесничества)
- «К сказочному замку у озера Плавно» (экологический, культурно-познавательный маршрут дер. Домжерицы — ур. Нивки — дер. Валова Гора)
- «Сергучский канал — часть водного пути „Из варяг в греки“ № 1» (экологический, природно-культурно-познавательный маршрут дер. Домжерицы — дер. Кветча)
- «Секреты заповедных озёр» (экологический, культурно-познавательный маршрут дер. Домжерицы, оз. Ольшица, Плавно, Манец, Домжерицкое, реки Сергуч, Бузянка, Сергучский канал, дер. Кветча) и др.

## Галерея

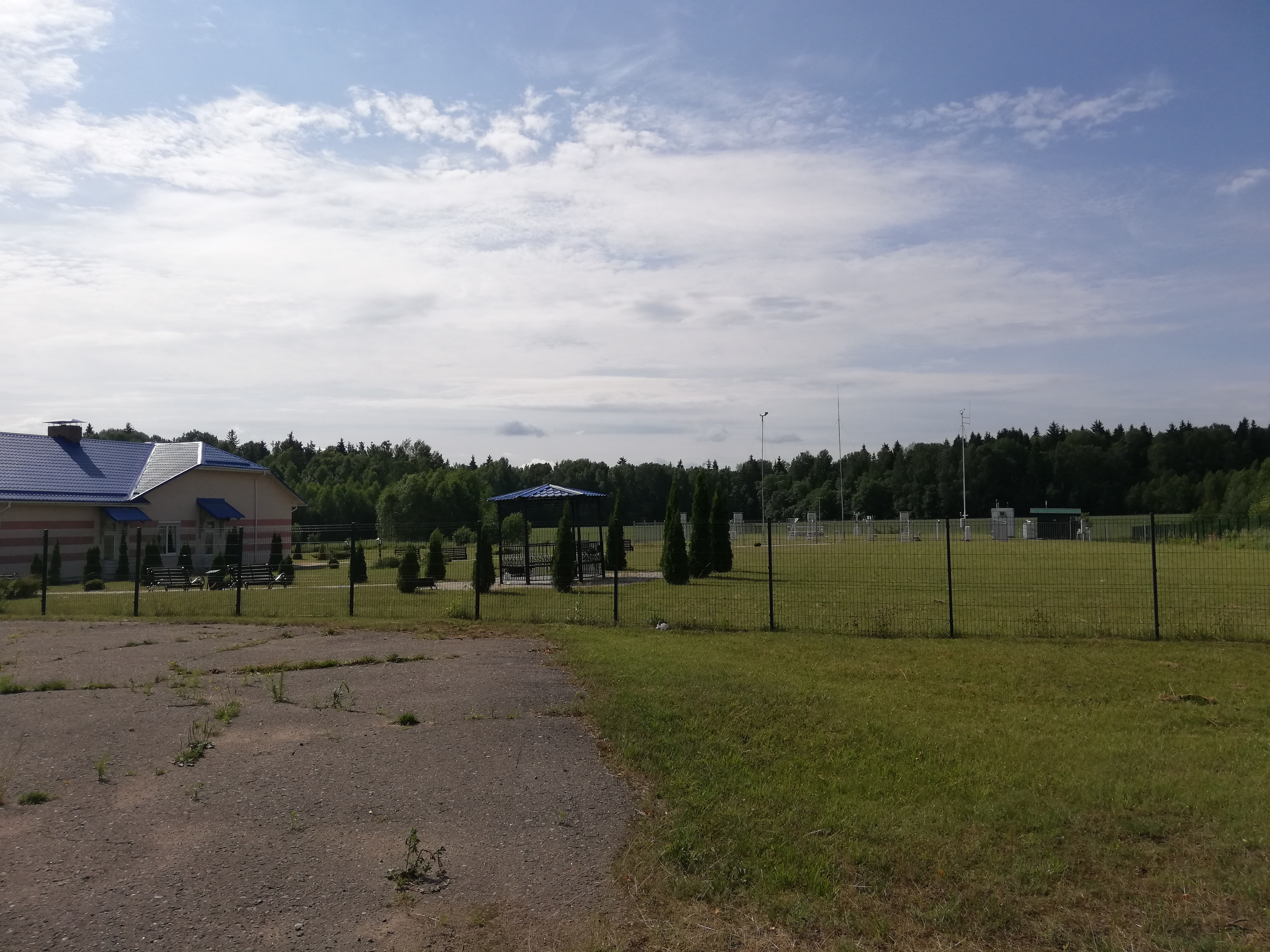
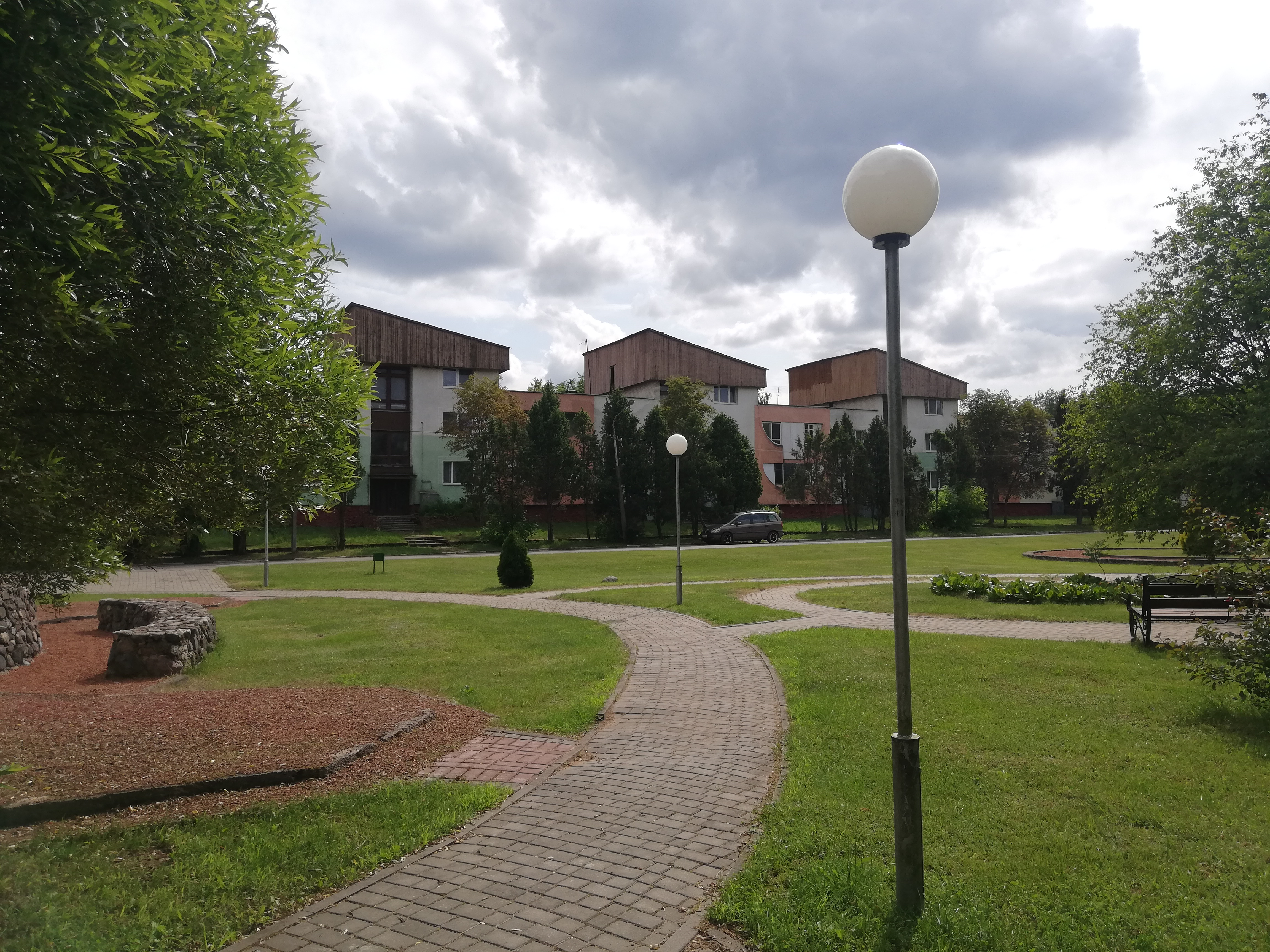
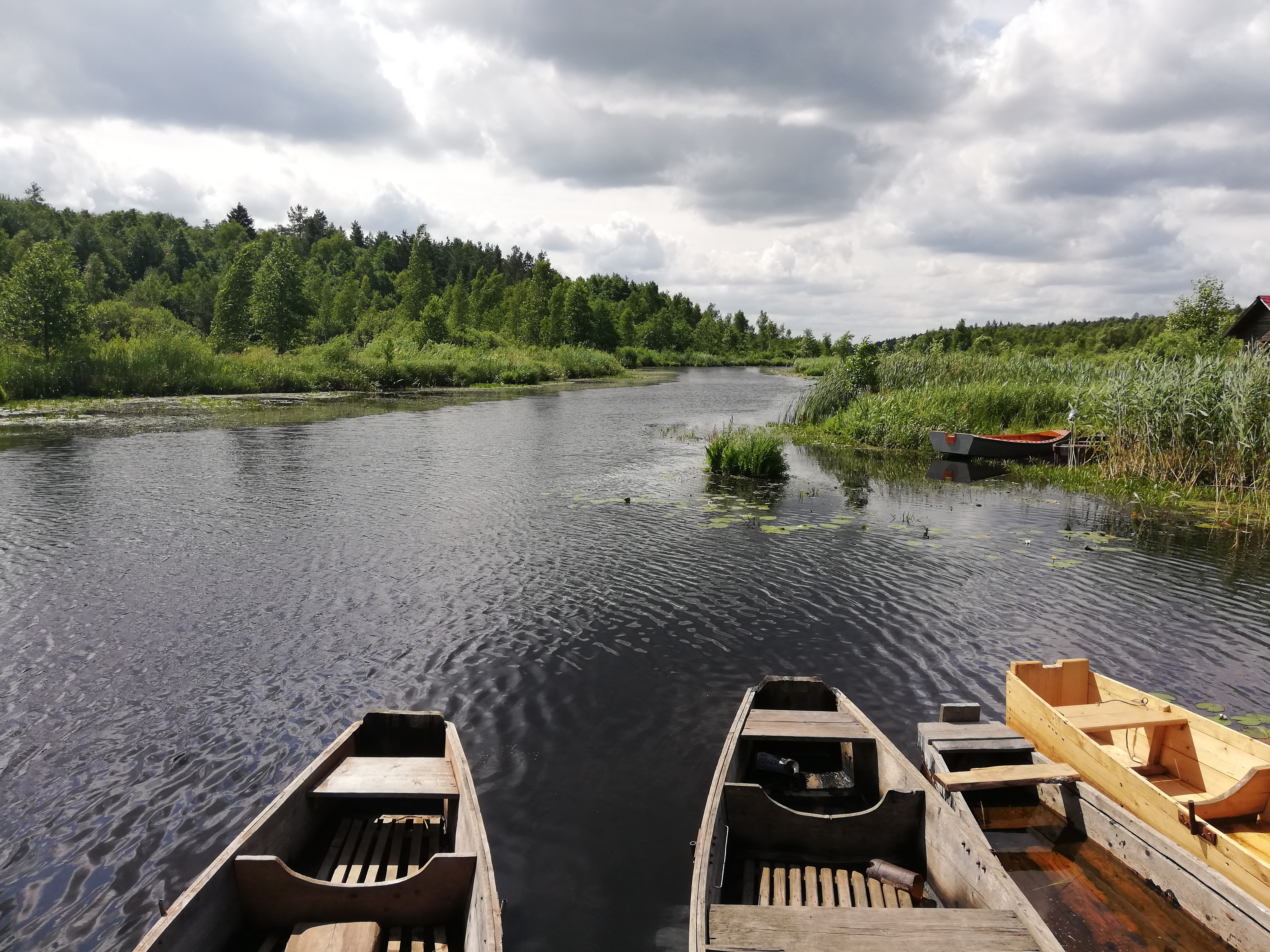
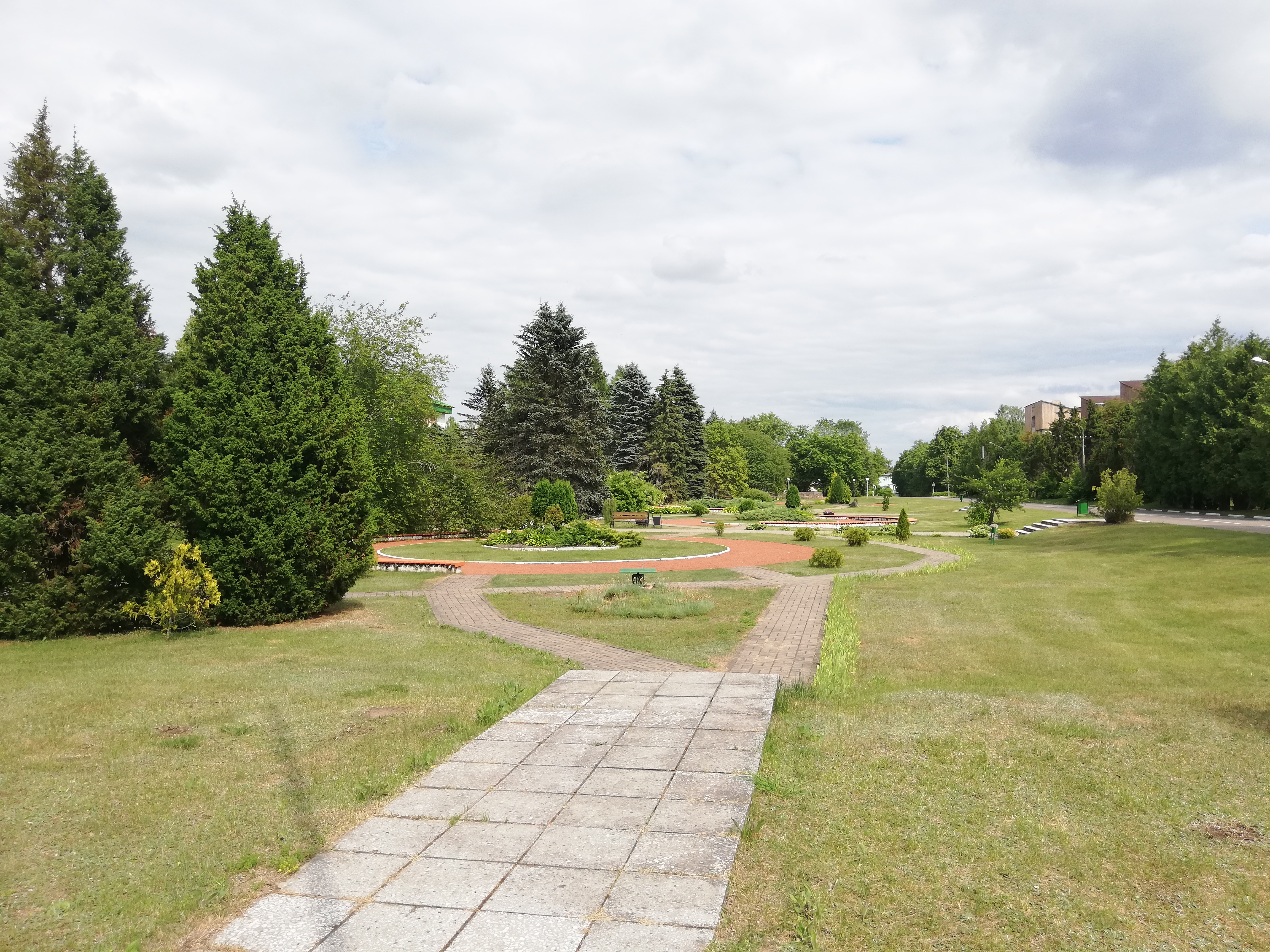
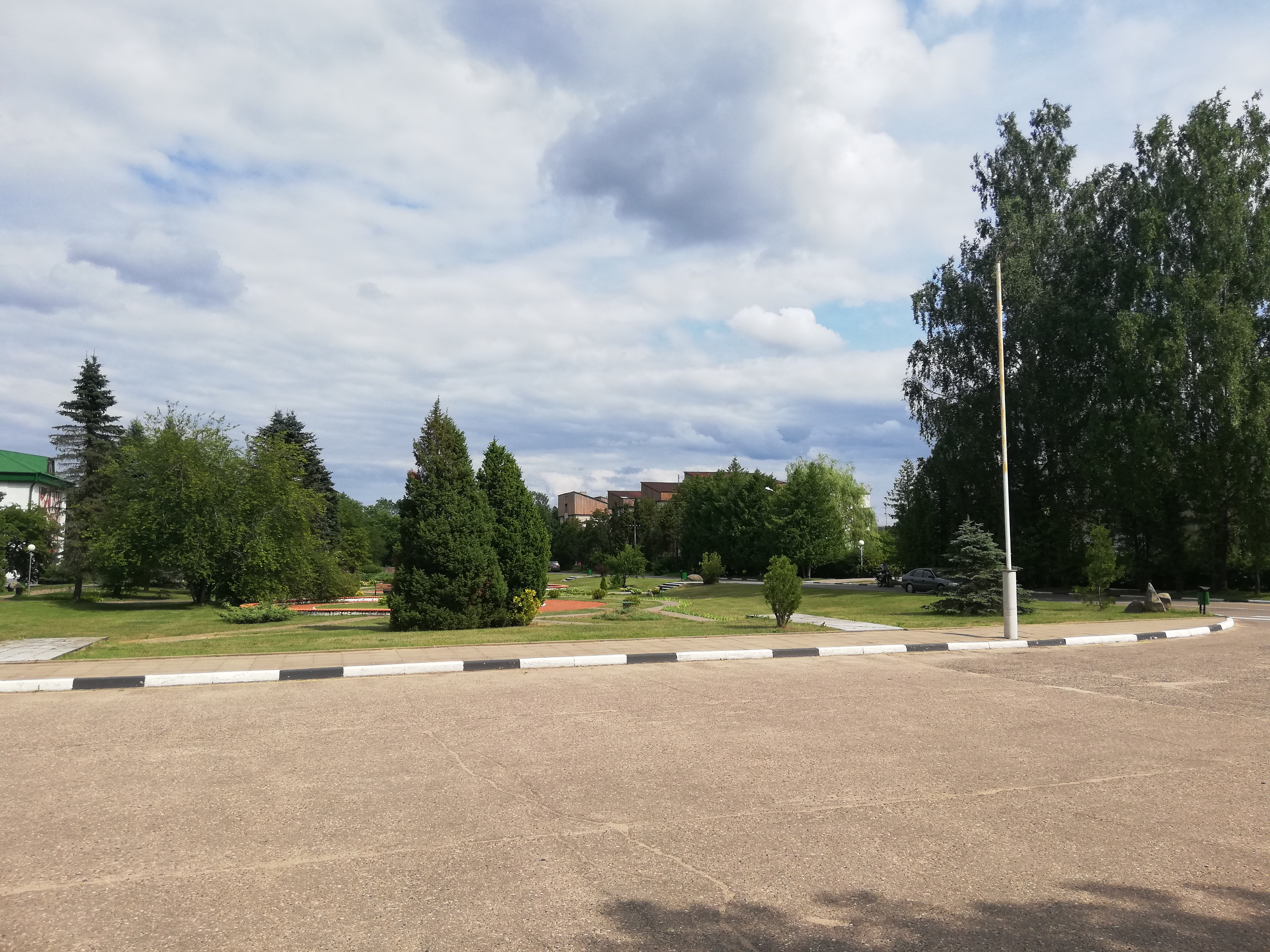
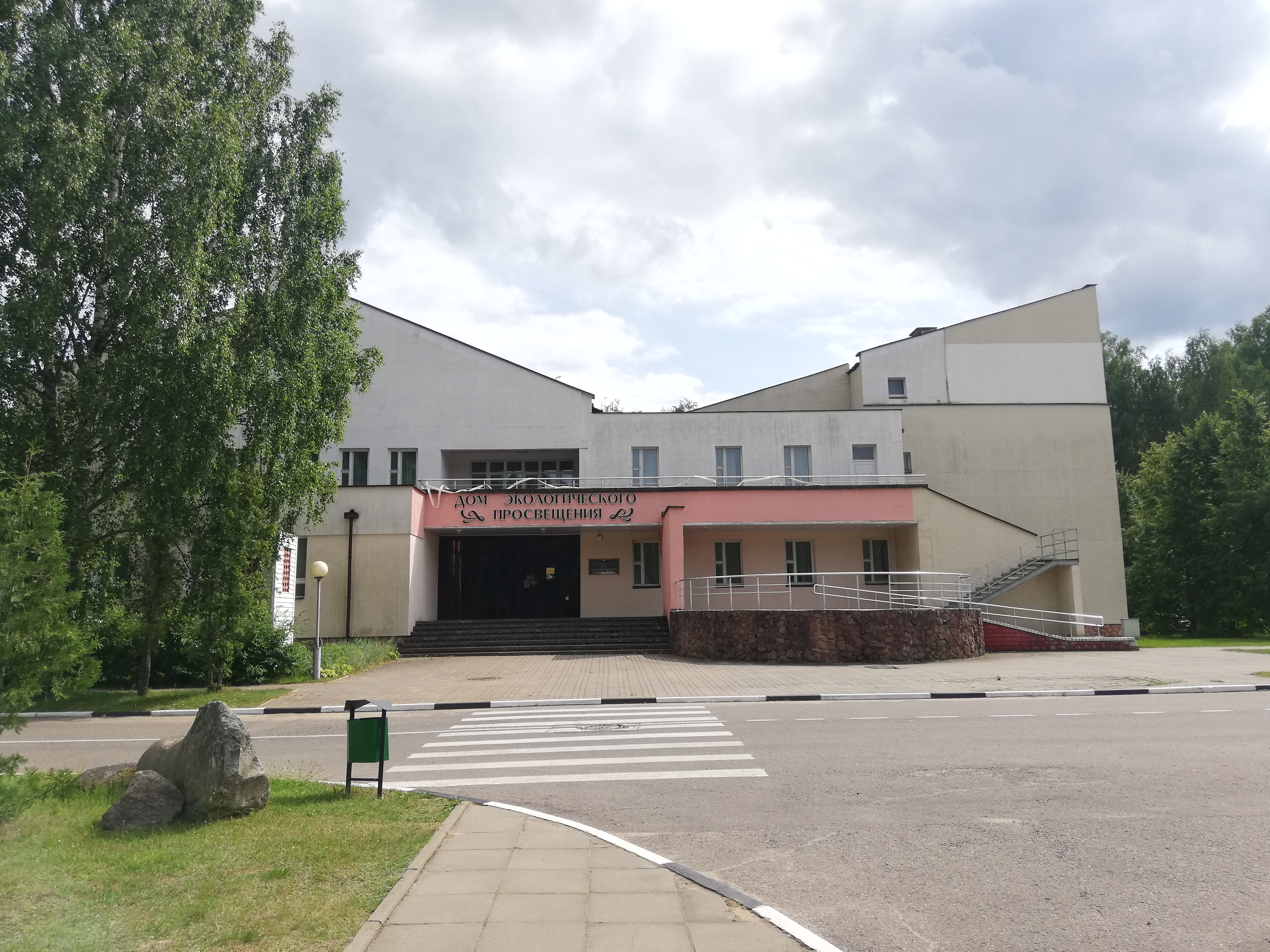
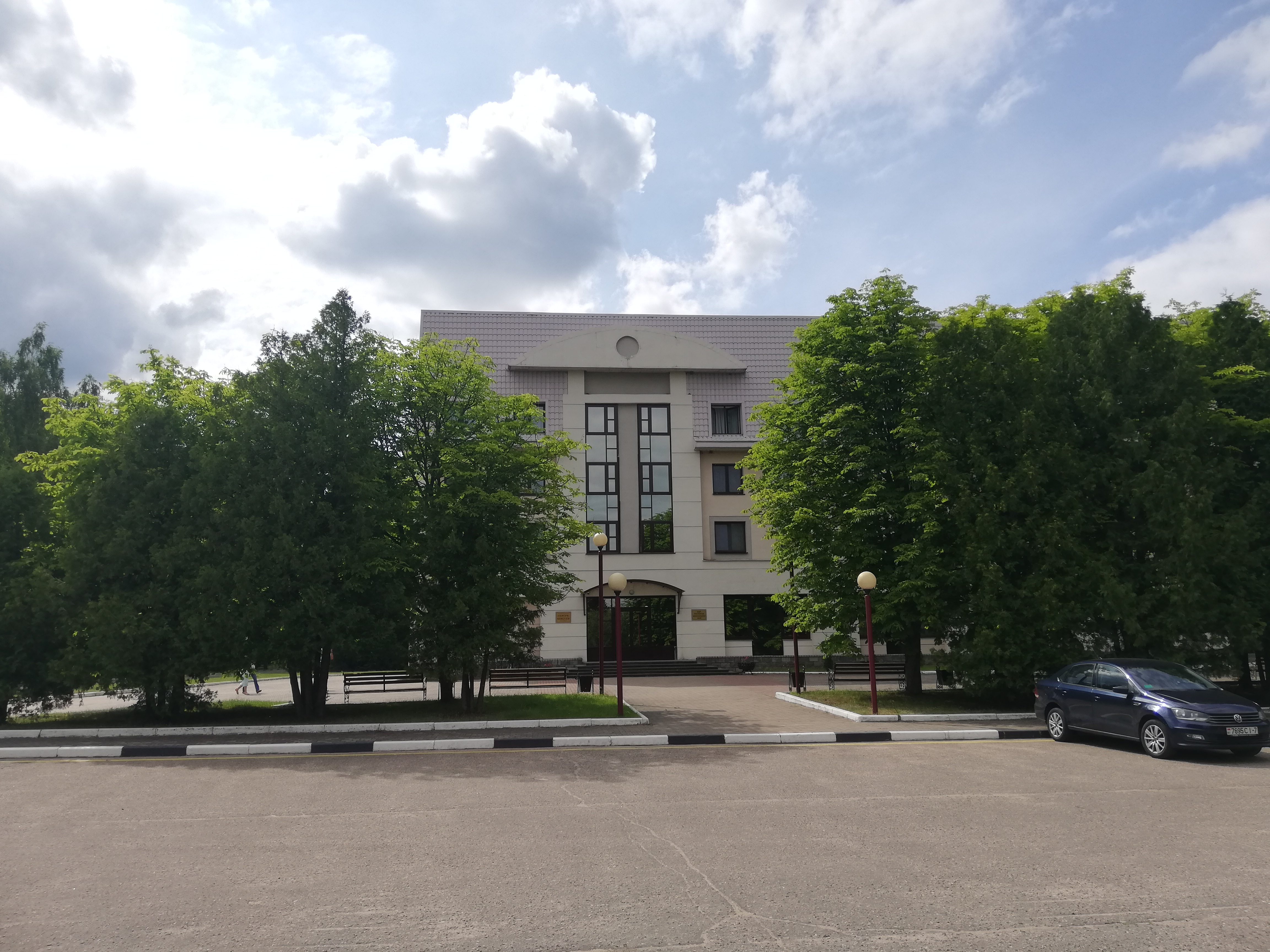
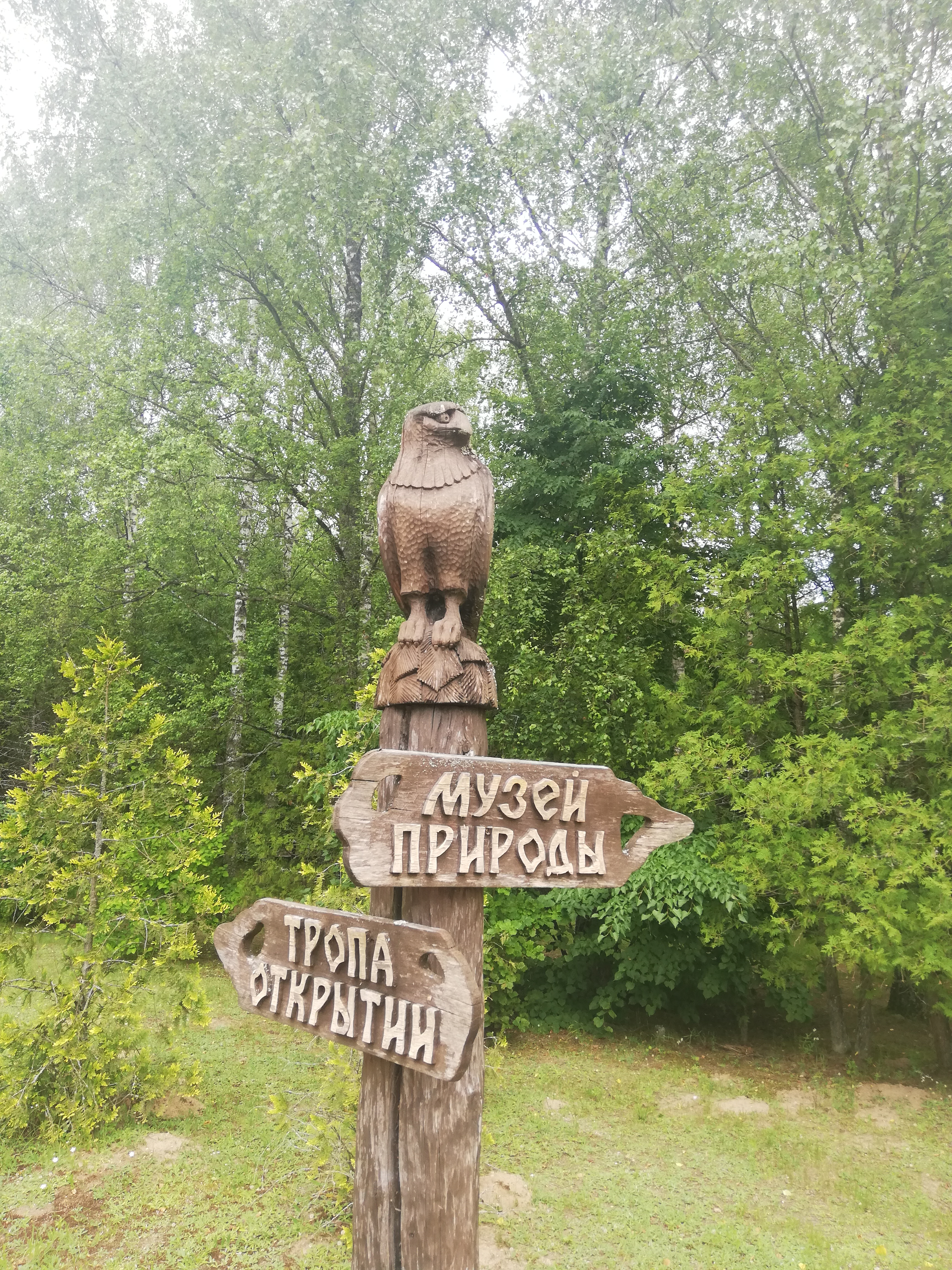

## В кинематографии
- В окрестностях деревни проходили съемки художественного фильма «Людзі на балоце» режиссера Виктора Турова.